# Shotgun Stories
Shotgun Stories è un film del 2007 scritto e diretto dall'esordiente Jeff Nichols.

## Trama
La morte del padre scatena una faida tra i tre figli avuti con una prima moglie, che l'hanno conosciuto solo come un alcolizzato violento che non ha dato loro nemmeno dei veri nomi (Son, Boy, Kid) e che li ha abbandonati come se non fossero mai esistiti, cresciuti infelicemente da una madre amareggiata per l'abbandono, e i quattro della nuova famiglia, per i quali ha rappresentato invece una figura modello, come cristiano devoto e membro stimato della comunità.

## Riconoscimenti
- 2007 - Austin Film Festival
  - Feature Film Award
- 2007 - Seattle International Film Festival
  - New American Cinema Award
- 2007 - Viennale
  - Premio FIPRESCI